# Asociación Nacional de Familiares de Secuestrados, Detenidos y Desaparecidos del Perú
La Asociación Nacional de Familiares de Secuestrados, Detenidos y Desaparecidos del Perú (ANFASEP) es una organización de derechos humanos fundada en la ciudad de Ayacucho en 1983. Agrupa a madres, esposas y familiares de personas desaparecidas durante el periodo de violencia interna que vivió el Perú entre 1980 y el 2000.  Actualmente, cuenta con unos 200 integrantes.

## Antecedentes
Entre los años de 1980 y 2000, se suscitó en el Perú, lo que se ha denominado como época del terrorísmo. Este acontecimiento marcó la historia reciente de este país y, según el Informe Final de la Comisión de la Verdad y Reconciliación, originó la muerte de aproximadamente 69,280 peruanas y peruanos; de los cuales el 75% pertenecían a las zonas rurales y más del 40% eran de Ayacucho.
La época de terrorismo en el Perú se inició el 17 de mayo de 1980 en el poblado ayacuchano de Chuschi, lugar en el que Sendero Luminoso (SL) anunció el inicio de “su lucha armada” con el asalto a la oficina del Registro Electoral y la quema de ánforas de votación.
El año de 1982 se produjo el recrudecimiento del conflicto por lo cual el Gobierno del expresidente Fernando Belaúnde Terry, decretó el estado de emergencia en el departamento de Ayacucho, en los distritos de Huamanga, Huanta, Cangallo, La Mar y Víctor Fajardo, acto con el cual el Estado entrega a las FF. AA. el control político y militar de las zonas de emergencia nombradas. Esto trajo como consecuencia el aumento de la violencia así como la violación sistemática de derechos humanos.
La militarización del conflicto, cuyo momento más álgido se dio entre 1983 y 1985, causó el incremento de las víctimas mortales, así como, de personas víctimas de desaparición forzada. Entre las violaciones sistemáticas de derechos humanos que produjeron en este contexto, las desapariciones forzadas y ejecuciones extrajudiciales fueron las más comunes.
Los actores del conflicto armado en Ayacucho fueron: Sendero Luminoso-SL, las Fuerzas Armadas-FF. AA. y los Comités de Autodefensa (CAD)

## Historia

### Inicios

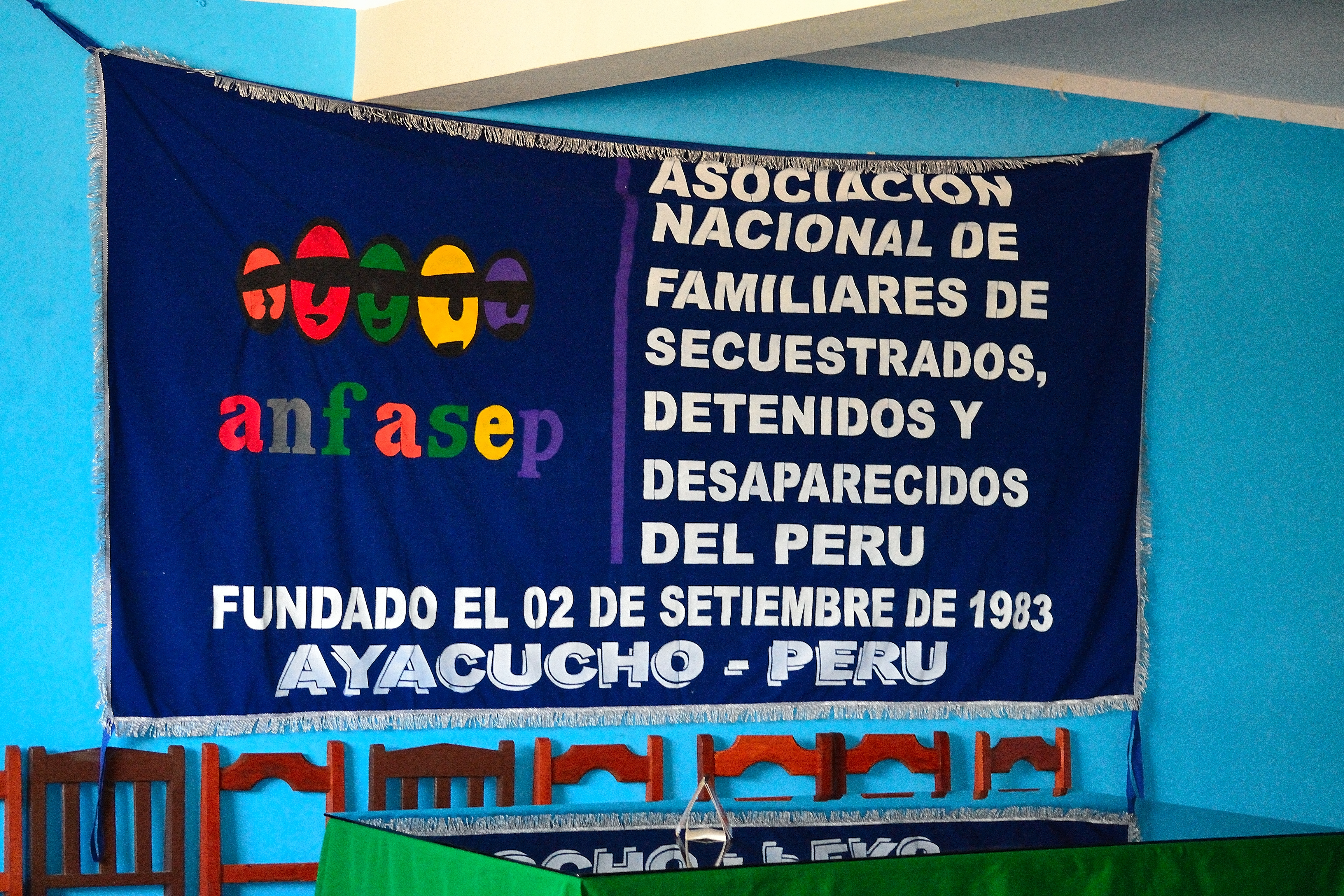
Salón de Reuniones

Fueron tres mujeres, Angélica Mendoza de Ascarza, Teodosia Cuya Layme y Antonia Zaga Huaña,  quienes iniciaron la formación de ANFASEP, un 2 de septiembre de 1983, con la finalidad de agrupar a las personas que habían sido afectadas por la violencia política. Un alto porcentaje de mujeres quechua hablantes, provenientes de zonas rurales se reunieron y organizaron para así conocer el paradero de sus hijos, hermanos, padres y demás familiares, secuestrados y llevados a la fuerza por parte de las Fuerzas Armadas. Esta asociación de mujeres levantó la voz por de la defensa de los derechos humanos en el Perú.
En un contexto hostil, fueron varias las personas que ayudaron a las madres, entre ellas estuvo la alcaldesa de Huamanga (1983-1986), Leonor Zamora, quien reunió a las familias afectadas por la violencia en su oficina y posteriormente en su domicilio. Posteriormente, se pudo brindar un local para reuniones en la Municipalidad provincial de Huamanga.
Así mismo, recibieron el apoyo legal del joven abogado ayacuchano Zósimo Roca, quien asesoraba y redactaba los documentos y denuncias de las mujeres que luchaban por dar con el paradero de sus familiares y llegar a obtener justicia.
Luego de las primeras reuniones, la asociación asumió un primer nombre: "Comité de Familiares de Desaparecidos" - CAD. Fueron muchos los obstáculos que sortearon en sus primeros años de formación, por encontrarse en medio de la persecución de Sendero Luminoso y las Fuerzas armadas.

### Búsqueda y lucha

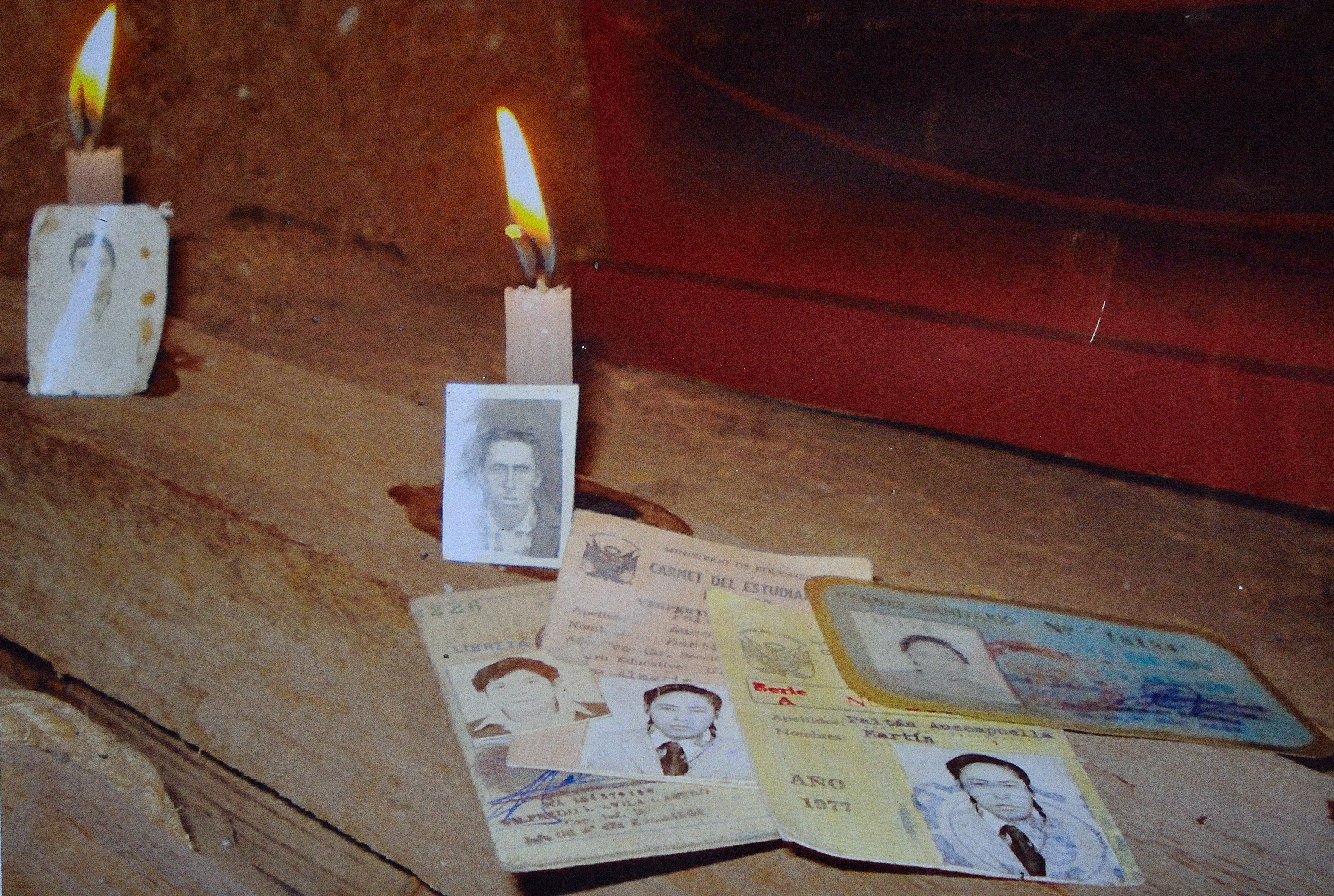
DESAPARECIDOS AYACUCHO

A finales de 1984, el CAD,  cambió su nombre por el de Asociación Nacional de Familiares de Secuestrados, Detenidos y Desaparecidos en las Zonas Declaradas en Emergencia del Perú- ANFASEP,  que contaba al momento con bases en Apurímac y Huancavelica.
COFADER, institución de similares características formada en Lima el mismo año, tuvo una relación con ANFASEP-Ayacucho
En esos años, el nivel de violencia en Ayacucho, originó que cada vez más personas afectadas se integraran a ANFASEP, por lo cual surgió la necesidad de gestionar un local en donde realizar sus reuniones, las cuales inicialmente se llevaban a cabo en la Municipalidad de Huamanga. Posteriormente, lograron contar con el apoyo del Sindicato Único de Trabajadores de la Educación del Perú-SUTEH, quienes brindaron un espacio a la asociación.
Hacia 1985, ANFASEP realizó una serie de acciones importantes que marcarían y afianzarían la estrategia de lucha y búsqueda de familiares desaparecidos, cuyo número se iba incrementando diariamente. Este año se formarían otras organizaciones defensoras de los derechos humanos en el Perú y se producirían dos visitas importantes a la ciudad de Ayacucho, la del Premio Nobel de la Paz, Adolfo Pérez Esquivel, y la visita del Papa Juan Pablo II.
El 19 y 20 de enero de 1985, se realizó El Primer Encuentro Nacional de Derechos Humanos, en el que se formó la Coordinadora Nacional de Derechos Humanos (CNDDHH), para dar relevancia a la discusión sobre DDHH en la plataforma y agenda nacional...".
ANFASEP, tuvo una fuerte incidencia en la temática de derechos Humanos, y fue impulsor de medidas e influyó en instituciones peruanas vinculadas a derechos humanos: ONG´s, asociaciones civiles, eclesiásticas y gubernamentales, incluida la Comisión de la Verdad y la Reconciliación.
El 3 de febrero de 1985, se produjo la visita del papa Juan Pablo II al Perú. Durante su visita a Ayacucho, los miembros de ANFASEP se dirigieron al aeropuerto de Ayacucho para recibirlo con una banderola  (icono representativo de su lucha) y una cruz de madera, en la cual estaba escrita la frase, "No Matar", Símbolo que acompañará a la asociación en sus actividades sociales. No lograron realizar debido a las medidas de seguridad, mas, a través del padre Liceta, pudieron entregar un manifiesto al sumo pontífice.
Las madres de ANFASEP buscaron el apoyo de instituciones y organizaciones peruanas de derechos humanos,  ONG´s, como SERPAJ, la Comisión de Derechos Humanos (COMISEDH), la Comisión Pro Derechos Humanos (APRODEH) y la Comisión Episcopal de Acción Social (CEAS). Instituciones que brindaron su apoyo, pero a pesar del esfuerzo, fue insuficiente dada la precariedad y el poco alcance del estado a la problemática del conflicto armado. La Iglesia católica, no pudo a través de sus acciones pro de la defensa de los DDHH, concretizar a través del Arzobispo Federico Richter, ni de su sucesor Juan Luis Cipriani,  ayuda a la asociación.Incluso, los esfuerzos de ANFASEP fueron obstaculizados por la Iglesia Católica de Ayacucho, ya que el Arzobispo Federico Richter Prada, no permitió que el CEAS funcionara en su diócesis".
En abril de 1985, Ayacucho recibió la segunda visita del Premio Nobel de la Paz Adolfo Pérez Esquivel, personaje que daría impulso a los objetivos de la asociación, ya que ese año Pérez Esquivel formaba parte de la Comisión Internacional de Investigación de los DDHH en el Perú, la cual entregó un informe al entonces presidente Alan García Pérez. El Premio Nobel, también organizaría con ANFASEP la primera marcha pública en la Plaza Mayor de Huamanga, para exigir información sobre el paradero de sus familiares.

### Comedor de niños "Adolfo Pérez Esquivel"

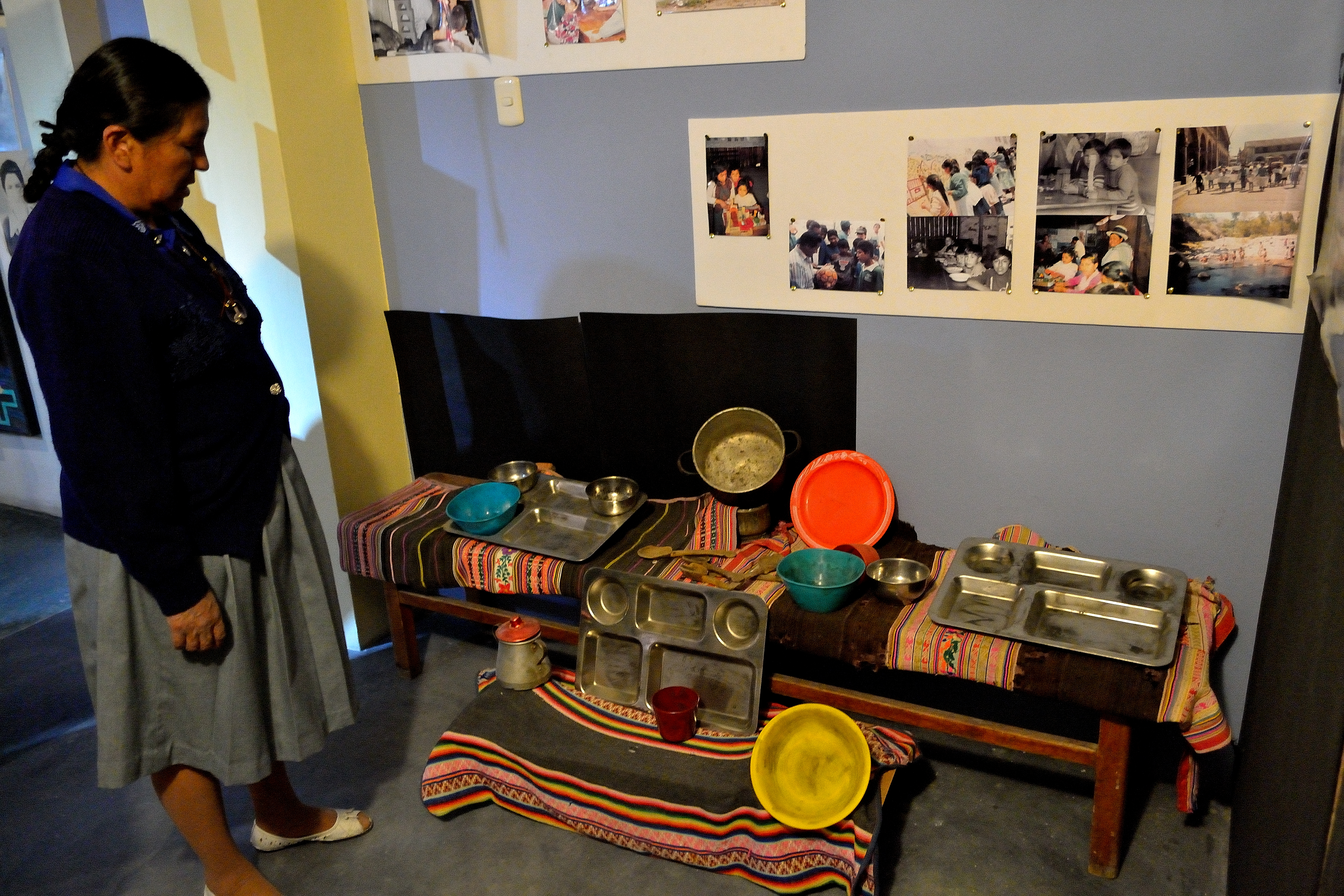
Comedor

Dadas las circunstancias y momento del conflicto interno armado, los efectos colaterales, el orden social y laboral rural, se presentó la necesidad de poder atender a los niños y niñas que habían quedado huérfanos y a aquellos que tenían a sus madres y familiares desaparecidos. Además, las mismas integrantes de la asociación, al dedicar gran parte de su tiempo en la búsqueda desaparecidos acudiendo a cuarteles, cementerios clandestinos, poder judicial y demás instancias, no tenían el tiempo para atender a sus hijos o trabajar en los campos y en la ganadería, actividades esenciales para el abastecimiento familiar en el campo.
El comedor funcionó desde 1984 hasta 1991 en su primera etapa y de 1991 a 1996 en la segunda. Formalmente, fue inaugurado el 7 de noviembre de 1985, bajo el nombre de "Comedor de niños Adolfo Pérez Esquivel" en el local prestado por el SUTEH. Para implementarlo se recibió ayuda de diversas instituciones entre las que se encuentran la CEAS, APRODEH, y de la SERPAJ a través del Padre Liceta. Pero será mayoritariamente gracias al esfuerzo de las mujeres, madres e integrantes de la asociación que se superarán momentos críticos de pobreza y necesidad para alimentar a los niños.

## Espacios, símbolos y museo

### Local propio
Será recién en el año de 1991, cuando, gracias a ayudas y donaciones, ANFASEP conseguiría un local propio, el cual contaba una construcción de un piso y un jardín. Aquí se reubicaría posteriormente el comedor.
En esta etapa el comedor será el lugar en el que no solo se alimentaron niños y niñas afectados, sino que, se organizarán voluntariados y talleres (artesanía, música, deporte y arte), con lo cual se trabajaba la situación de orfandad y afectación que había en los niños, quienes, debido a su situación muchas veces asumían roles de adultos, entre ellos cuidar el hogar, dejar de estudiar para trabajar, y con ello aportar con la búsqueda de sus familiares y demás actividades de la asociación.Un punto a tomar en cuenta es la estigmatización de la que han sido víctimas, niños, mujeres y todo integrante de la asociación. El comedor ser+ia el crisol de lo que hoy se llama "Jóvenes de ANFASEP".

### Símbolos de lucha por la paz

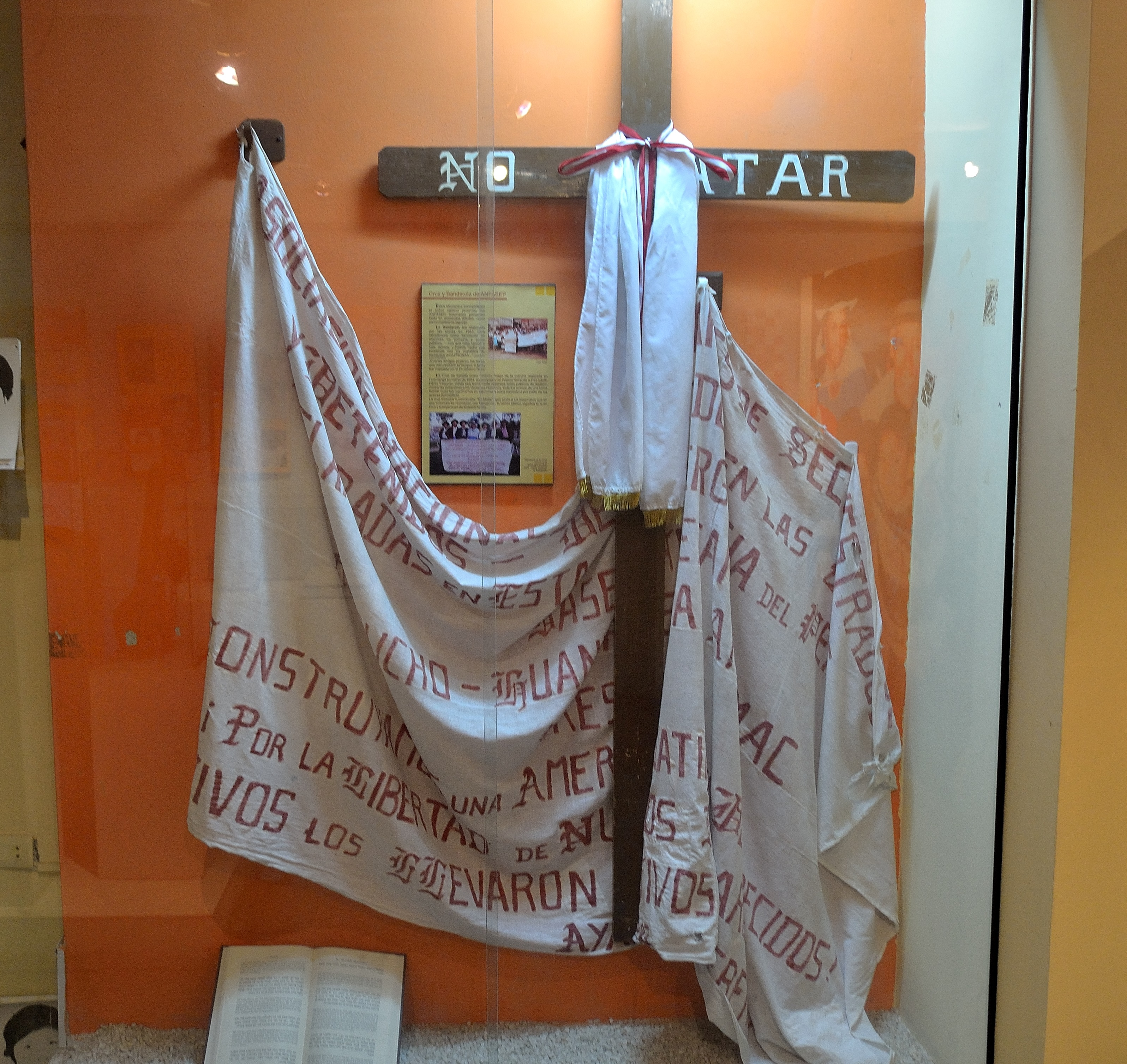
Banderola y Cruz

ANFASEP es una asociación activa que ha participado desde sus inicios con una serie de acciones de protesta pacífica, en las cuales emplean dos símbolos de lucha: la banderola de ANFASEP, que sería utilizada en sus movilizaciones y plantones iniciales y posteriormente la cruz de madera que lleva escrita la frase "NO MATAR".

La banderola contiene el siguiente texto: 
ASOCIACIÓN NACIONAL DE FAMILIARES DE SECUESTRADOS, DETENIDOS Y DESAPARECIDOS EN LAS ZONAS DECLARAS EN ESTADO DE EMERGENCIA DEL PERÚ BASE- FEDEFAM. AYACUCHO, HUANCAVELICA, APURIMAC- PRESENTE. ¡CONSTRUYAMOS UNA AMÉRICA LATINA SIN DESAPARECIDOS!, ¡POR LA LIBERTAD DE NUESTROS FAMILIARES!, ¡VIVOS LOS LLEVARON - VIVOS LOS QUEREMOS! AYACUCHO, 02 -09-83
Es uno de elemento simbólicos más importantes de ANFASEP. En varias ocasiones, durante las protestas, han querido arrebatárselas y ellas soportaron empujones, golpes y maltratos para protegerla. Por ello, la banderola está remendada en los bordes y las madres de ANFASEP se refieren a ella como "La luchadora".
La cruz de madera representa la identidad cristiana de las madres de ANFASEP, asicomo, su compromiso con los valores de paz y la esperanza de encontrar a sus familiares. Fue usada por primera vez durante a visita de Juan Pablo II a Ayacucho en 1985 y desde entonces las ha acompañado en diferentes movilizaciones en Ayacucho, Lima y otros lugares del Perú.